# Seuil Bayard
Ne doit pas être confondu avec Col Bayard.
Le seuil Bayard est un seuil de France situé au nord de Gap et séparant le bassin de la Durance au sud de celui du Drac au nord. Il est marqué de plusieurs cols, col de Moissière, le Collet, col de Serre la Faye, col de Manse et le col Bayard, celui situé le plus bas sur la ligne de crête avec 1 250 mètres d'altitude.